# Keri Russell
Keri Lynn Russell (Fountain Valley, Califòrnia, 23 de març de 1976) és una actriu i ballarina estatunidenca. Després d'aparèixer en una sèrie de pel·lícules realitzades per a televisió i sèries a mitjans de la dècada de 1990, va arribar a la fama per interpretar el paper protagonista de Felicity Porter a la sèrie Felicity, que va durar del 1998 al 2002, i per la qual va guanyar un Globus d'Or. Russell des de llavors ha aparegut en diverses pel·lícules, incloent Mad About Mambo (2000), Quan érem soldats (2002), Més enllà de l'odi (2005), Missió impossible 3 (2006), Waitress (2007), August Rush (2007), Bedtime Stories (2008) i Extraordinary Measures (2010). A més, ha guanyat fama a la dècada del 2010 per protagonitzar la sèrie televisiva The Americans. També ha protagonitzat la sèrie estatunidenca The Diplomat.